# 南方深海鰩
南方深海鰩（學名：Bathyraja meridionalis），為軟骨魚綱鰩目單鰭鰩科深海鰩屬的一種，分布於西南大西洋阿根廷及南冰洋南喬治亞島海域，深度可達800公尺，體長可達120公分，棲息在深海沙泥底質海域，為底棲性魚類，卵生，屬肉食性，生活習性不明。